# Dusona maruyamator
Dusona maruyamator là một loài tò vò trong họ Ichneumonidae.